# Râul Valea Seacă, Doftana
Râul Valea Seacă este un curs de apă, afluent al râului Doftana. 

## Hărți
- Harta Munții Baiului  Arhivat în 15 iunie 2011, la Wayback Machine.
- Harta județului Prahova